# Introdução à Filosofia da Matemática
Introdução à Filosofia da Matemática é um livro de divulgação científica de Bertrand Russell, publicado em 1919, escrito em parte para expor, numa abordagem menos técnica, para leigos, as principais ideias do Principia Mathematica. Trata dos conceitos como conjunto e número segundo a escola logicista liderada pelo autor juntamente com Alfred North Whitehead.

## Citação
Matemática e lógica, historicamente falando, são estudos inteiramente distintos. Matemática é ligada à ciência; lógica à Grécia. Mas ambas se desenvolveram em tempos modernos: lógica se tornou mais matemática e matemática se tornou mais lógica. A consequência é que, hoje, é impossível estabelecer uma fronteira entre ambas: de fato, as duas são uma só. Elas diferem como menino e homem: lógica é a infância da matemática e a matemática é a maturidade da lógica. Esta visão não é bem aceita por logicistas, os quais, tendo despendido tempo em estudo de textos clássicos, são incapazes de seguir um trecho de argumentação simbólica; bem como de matemáticos  que aprenderam uma técnica sem se importarem com a investigação de seu significado ou sua justificação. Ambas as situações estão, felizmente, se tornado raras. Muito do moderno desenvolvimento matemático é evidentemente situado na fronteira da lógica. Muito da lógica moderna é simbólica e formal, tendo uma ligação muito íntima com a matemática, o que é entendido por todo estudante bem instruído. A prova da identidade entre ambas, é claro, é uma questão de detalhe: começa com premissas que podem ser admitidas universalmente a pertencer à lógica; termina com deduções que manifestamente pertencem à matemática. Entendemos que não há fronteira clara a ser definida entre lógica e matemática, de um lado a outro. Se há ainda quem não admita tal identidade, o desafiamos a indicar em que ponto, em sucessivas definições e deduções do Principia Mathematica, se considera que a lógica termina e a matemática começa. A resposta será obviamente arbitrária. 

## Nota
- Este artigo foi inicialmente traduzido, total ou parcialmente, do artigo da Wikipédia em inglês cujo título é «Introduction to Mathematical Philosophy», especificamente desta versão.